# Частно училище
Частните училища се финансират изцяло или частично от таксите за обучение на учениците си и не са управлявани от държавата, и по този начин имат право да избират учениците си, това са частни начални или средни училища, а понякога в Северна Америка така са наричани и предучилищни групи.